# Conducte endolimfàtic
El conducte endolimfàtic, parteix del conducte utriculosacular (que connecta l'utricle amb el sàcul) i, a continuació passa al llarg del aquaeductus vestibuli i acaba en una bossa cega (saccus endolymphaticus) en la superfície posterior de la porció petrosa de l'os temporal, el qual està en contacte amb la duramàter.